# Ludwig Losacker
Ludwig Losacker, född 29 juli 1906 i Mannheim, död 1994 i Heidelberg, var en tysk promoverad jurist och nazistisk politiker. Han var därtill Obersturmbannführer i SS. Losacker var under andra världskriget bland annat guvernör i distriktet Krakau i Generalguvernementet.

## Biografi
Ludwig Losacker studerade nationalekonomi och statsvetenskap vid Heidelbergs universitet och gick under studietiden med i Nationalsocialistiska tyska studentförbundet. Losacker, som hade omfamnat antisemitismen, var en av de studenter som 1930 offentligt protesterade mot att den judiske matematikern och politiske skribenten Emil Julius Gumbel utnämnts till extra ordinarie professor i matematisk statistik vid Heidelbergs universitet. Gumbels undervisningstillstånd drogs in 1932 och året därpå tvingades han att emigrera. Losacker anslöt sig 1931 till NSDAP och 1933 till SS, där han 1942 uppnådde tjänstegraden Obersturmbannführer.
År 1933 promoverades Losacker till juris doktor efter att ha lagt fram en avhandling med titeln Können die in der Reichsverfassung enthaltenen Vorbehalte von Gesetzen, insbesondere die finanzrechtlichen: durch Notverordnung des Reichspräsidenten Art. 48, Abs. 2; der Reichsverfassung) erfüllt werden? Från 1934 till 1936 tjänade han som assessor vid Baden-Badens polisstyrelse. Därefter verkade han en tid vid Riksinrikesministeriet och senare som advokat i Chemnitz. Han var därjämte verksam inom Sicherheitsdienst, SS:s säkerhetstjänst.

### Andra världskriget
Den 1 september 1939 anföll Tyskland sin östra granne Polen och den 26 oktober inrättades Generalguvernementet, den del av Polen som inte inlemmades i Tyska riket. Losacker utnämndes till distriktsledare i staden Jasło (tyska Jassel) och införde där stränga antijudiska förordningar.
Den 22 juni 1941 inledde Tyskland Operation Barbarossa, anfallet mot den tidigare bundsförvanten Sovjetunionen. I kölvattnet på de framryckande tyska arméerna följde särskilda mobila insatsgrupper, Einsatzgruppen, vilka hade i uppgift att "säkra" nyerövrade territorier genom att mörda judar, romer, partisaner, politruker och andra som för Tredje riket ansågs utgöra en säkerhetsrisk. Initialt arkebuserades endast män, men från augusti 1941 utvidgade Reichsführer-SS Heinrich Himmler ordern att även gälla kvinnor och barn. Judar som levde i Tyskland, Österrike och Riksprotektoratet Böhmen-Mähren skulle deporteras till de ockuperade områdena i öst. Under de första månaderna förlöpte Operation Barbarossa som beräknat men under hösten insåg Tysklands högsta arméledning att kriget skulle ta längre tid än förväntat. Beslutsfattarna i SS-hierarkin sökte efter en effektiv metod för att genomföra den slutgiltiga lösningen av judefrågan och under oktober och november 1941 förespråkade alltfler företrädare för SS och civilförvaltningen i Generalguvernementet att judarna skulle utrotas genom gasning. Bland dem som förespråkade denna lösning återfanns, förutom Ludwig Losacker, Wilhelm Dopheide, Helmut Tanzmann och Otto Wächter.
Efter att ha beklätt olika ämbeten inom Generalguvernementets administration och förvaltning utsågs Losacker i maj 1943 till guvernör för distriktet Krakau. Som guvernör ingrep Losacker mot korruptionen som hade kännetecknat hans företrädare Karl Laschs guvernörskap. Losacker stödde inte nazistpartiets officiella kyrkosyn och försökte förgäves övertala Adolf Hitler att överge den antikyrkliga, och i synnerhet antikatolska, kyrkopolitiken. Han protesterade även högljutt mot det tyska bosättningsprogrammet Aktion Zamość, som innebar att tusentals polacker dog. Losacker hamnade i häftig konflikt med Friedrich-Wilhelm Krüger, Högre SS- och polischef i Generalguvernementet, som mot Losackers vilja hade låtit skjuta polska godsägare och en polsk läkare. För Losackers del ledde denna konflikt till att han i oktober 1943 avskedades som guvernör och kommenderades till Waffen-SS. Hans enhet sattes in i striderna i Italien.

### Efter andra världskriget
I andra världskrigets slutskede greps Losacker av amerikanska trupper och internerades i Kornwestheim i närheten av Stuttgart. Senare hölls han fången i Dachau, som efter befrielsen i april 1945 omvandlats till interneringsläger för misstänkta krigsförbrytare. Polen begärde Losacker utlämnad för hans delaktighet i massmord och andra brott. Under sin fångenskap skrev Losacker om sin tid som guvernör i det ockuperade Polen. Han förnekade att han hade haft något att göra med förföljelsen av judar och lade ansvaret på SS och polisen. Han namngav även polacker som skulle kunna vittna till hans försvar. Polen lade ned sin utlämningsbegäran och i september 1947 släpptes Losacker fri. År 1948 blev han direktör för arbetsgivarorganisationen inom den tyska kemiska industrin. Han verkade även som domare vid den federala arbetsdomstolen. Han grundade Freundeskreis der ehemaligen Generalgouvernementsbeamten, en intresseorganisation för tidigare ämbetsmän i Generalguvernementet.
I början av 1960-talet inleddes undersökningsförfaranden angående Losackers misstänkta krigsförbrytelser i Generalguvernementet, men dessa förfaranden lades ned 1963. Han uppträdde dock som försvarsvittne i flera rättegångar mot tidigare tjänstemän i Generalguvernementet. I sina outgivna memoarer, Von der Schwierigkeit, ein Deutscher zu sein, försöker Losacker att framställa sina förehavanden i Generalguvernementet i så positiv dager som möjligt.